# Terry (Montana)
Terry è una città degli Stati Uniti d'America situata nel Montana, nella Contea di Prairie, della quale è anche il capoluogo.